# Козлов, Генрих Абрамович
Генрих Абрамович Козлов (1901—1981) — советский учёный-экономист, доктор экономических наук, профессор, член-корреспондент АН СССР.
Автор свыше 180 научных работ; основные труды посвящены теории товарного производства, закону стоимости и денежного обращения, общей методологии политической экономии и характеристике её ленинского этапа.

## Биография
Родился 4 февраля 1901 года в еврейской семье в городе Вильна, позже семья переехала в город Орёл.
С 1916 года участвовал в революционном движении в Орле в составе группы социалистической молодежи. Здесь окончил в 1918 году гимназию. В конце этого же года семья вернулась в Вильно, где Генрих снова участвовал в политической деятельности и Гражданской войне, вступив в 1920 году в ВКП(б)/КПСС. После освобождения Вильно Красной армией, он был направлен партией в Минск, где с сентября 1920 по сентябрь 1923 года занимал различные должности в советских и комсомольских структурах, работал в армейских организациях и в Центральной партийной школе Белоруссии.
Затем Козлов был направлен на учёбу в Москву, где по 1926 год был слушателем Института красной профессуры (ИКП). Одновременно с учёбой, в 1924—1925 годах преподавал политэкономию в Тимирязевский сельскохозяйственной академии, а в 1926 году — на педагогическом факультете во 2-м Московском государственном университете. После окончания ИКП Козлов занимался научной и педагогической деятельностью; с 1926 по 1928 год был профессором Института марксизма-ленинизма в Харькове.
Вернувшись в 1928 году в Москву, по 1929 год работал в Госплане СССР и одновременно по 1930 год возглавлял кафедру политэкономии Коммунистического университета трудящихся Востока имени И. В. Сталина. В 1930 году некоторое время был заместителем заведующего экономическим отделом редакции газеты «Правда», после чего по 1937 год являлся профессором и заведующим кафедрой политэкономии ИКП (с сентября 1930 по 1931 год был заведующим учебной частью института). Одновременно в 1931—1934 годах был членом правления Госбанка СССР и в качестве профессора читал курс «политической экономии» в Московском кредитно-экономическом институте Госбанка СССР.
В 1938—1941 годах Генрих Абрамович — профессор и заведующий кафедрой Института народного хозяйства им. Плеханова (ныне Российский экономический университет имени Г. В. Плеханова). 29 ноября 1939 года ему присуждена ученая степень доктора экономических наук, и он был утверждён в учёном звании профессора по кафедре политической экономии. С 1941 по 1946 год был заместителем заведующего кафедрой, а с 1946 по 1978 год руководил кафедрой политической экономии Высшей партийной школы при ЦК КПСС. Одновременно в 1943—1946 годах возглавлял кафедру политической экономики в Московском финансово-экономическом институте, до сентября 1947 года — в Московском финансовом институте (ныне Финансовый университет при Правительстве Российской Федерации).
Внештатный консультант группы денежного обращения НКФ СССР в период подготовки и проведения денежной реформы 1947 года.
26 ноября 1968 года Г. А. Козлов был избран членом-корреспондентом Академии наук СССР по отделению экономики. В 1956—1981 годах он являлся членом редколлегий журнала «Вопросы экономики» и энциклопедии «Политическая экономия»; в 1971—1981 был членом научного совета Академии наук СССР по проблеме «Экономические закономерности развития социализма и его перерастания в коммунизм».
Умер 24 сентября 1981 года в Москве.

## Заслуги
- Был награждён орденами Трудового Красного Знамени (в том числе 1954, 1971), Дружбы народов (1975), «Знак Почета» (1944, 1951, 1967) и Октябрьской Революции (1981), а также медалями, в числе которых «За доблестный труд в Великой Отечественной войне 1941—1945 гг.», «50 лет Вооруженных сил», «В память 800-летия Москвы».
- Удостоен Почетной грамоты Президиума Академии наук СССР (1979, за развитие и пропаганду экономической науки).